# (100582) 1997 HC17
(100582) 1997 HC17 es un asteroide perteneciente al cinturón de asteroides, descubierto el 30 de abril de 1997 por el equipo del Spacewatch desde el Observatorio Nacional de Kitt Peak, Arizona, Estados Unidos.

## Designación y nombre
Designado provisionalmente como 1997 HC17.

## Características orbitales
1997 HC17 está situado a una distancia media del Sol de 2,574 ua, pudiendo alejarse hasta 3,075 ua y acercarse hasta 2,072 ua. Su excentricidad es 0,194 y la inclinación orbital 4,025 grados. Emplea 1508,49 días en completar una órbita alrededor del Sol.

## Características físicas
La magnitud absoluta de 1997 HC17 es 16,2.